# Зиборов, Виктор Кузьмич
Ви́ктор Кузьми́ч Зиборов (род. 16 февраля 1947, Ленинград) — российский историк, специалист по летописанию, доктор исторических наук (1997), профессор Института истории СПбГУ, почётный работник высшего профессионального образования Российской Федерации (2007).

## Биография
Родители: отец — военный лётчик (погиб в 1954 г.), мать — библиотекарь. Родоначальник рода Зиборовых сын боярский П. М. Зиборов (1655 г.).
Учился в Ленинградском Нахимовском училище, окончил его в 1965 году. В 1975 году окончил исторический факультет ЛГУ по кафедре истории СССР. Поступил на заочную аспирантуру исторического факультета МГУ. В 1984 году защитил кандидатскую диссертацию по теме «Хронограф Сергея Кубасова как исторический источник». В 1997 г. защитил докторскую диссертацию по теме «Нестор и его летописец» на основе собственной монографии 1995 года  (см. Основные труды). В диссертации В К. Зиборов пересматривает традиционные взгляды на ранний период русского летописания.
С 1982 года работает в ЛГУ на кафедре истории России с древнейших времен до XX века. Вёл курсы «История русского летописания XI—XVIII века», «Источниковедение истории России», «Русская генеалогия», «Вспомогательные исторические источники», «Жития русских святых как исторический источник», а также специальный семинар «Письменные русские источники XV—XVII века». Часть участников семинара защитила кандидатские диссертации. В рамках семинара издана серия сборников «Опыты по источниковедению».

## Основные труды
Виктор Зиборов является автором около ста публикаций по истории России, в том числе монографии и хрестоматии.
Хрестоматия Зиборова включена в учебные программы вузов России и Украины.
Зиборов также является автором биографических статей в «Словаре книжников и книжности Древней Руси» (в том числе «Арсений Грек (1610—1666)», «Лаврентий (ум. 11. XI. 1672)»)
- Зиборов В. К. О новом экземпляре печати Александра Невского // Князь Александр Невский и его эпоха Исследования и материалы. 1995.  С. 146-150.
- Зиборов В. К.  «Даньнѣ слово» в Древней Руси // Средневековая и новая Россия Сборник научных статей. К 60-летию профессора И. Я. Фроянова. СПб., 1996.  С. 217-255.
- Зиборов В. К. О летописи Нестора: основной летописный свод в русском летописании XI в. СПб.: СПбГУ, 1995. 188, [3] с. ISBN 5-288-01423-X.
- Зиборов В. К. Павел, митрополит Крутицкий / В. К. Зиборов, В. В. Яковлев // Словарь книжников и книжности Древней Руси. СПб., 1998.  С. 4-8.
- Зиборов В. К. Савватий / В. К. Зиборов, В. В. Яковлев // Словарь книжников и книжности Древней Руси. СПб., 1998.  С. 327-329.
- Зиборов В. К. Рогов Михаил Стефанович / В. К. Зиборов, О. С. Сапожникова, В. В. Яковлев // Словарь книжников и книжности Древней Руси. СПб., 1998. С. 309-312.
- Зиборов В. К. Парфений Небоза / В. К. Зиборов, В. В. Яковлев // Словарь книжников и книжности Древней Руси. СПб., 1998. С. 15-17.
- Зиборов В. К. Русское летописание XI-XVIII веков: Учебное пособие. Хрестоматия. СПб.: Филологический факультет СПбГУ, 2002. 512 с.  ISBN 5-8465-0033-1.
- Зиборов В. К. Из родословной русского однодворца // Российское государство в XIV-XVII вв. СПб.: Дмитрий Буланин. 2002. С.474-483.
- Зиборов В. К. О новой биографии Нестора // Древняя Русь. Вопросы медиевистики. 2008. № 3 (33).  С. 27-28.
- Зиборов В. К. Паремийник  - источник киевских летописцев XI в. // Труды кафедры истории России с древнейших времен до XX века сборник научных трудов в честь 75-летия профессора Руслана Григорьевича Скрынникова. СПб., 2008.  С. 147-185.
- Зиборов В. К. О начальной части Устюжской летописи // Краеугольный камень. Археология, история, искусство, культура России и сопредельных стран. М.: Институт истории материальной культуры, 2010.  С. 290-298.
- Зиборов В. К. О крестном имени киевского князя Изяслава Ярославича // Труды исторического факультета Санкт-Петербургского университета. 2011. № 6.  С. 116-127.
- Зиборов В. К. Нестор летописец и его предшественники // Труды кафедры истории России с древнейших времен до XX века. СПб., 2012.  С. 164-183.
- Зиборов В. К. Военные страницы одной биографии преподавателя университета // Клио. 2013. № 10 (82).  С. 112-113.
- Зиборов В. К. О свидетельствах и дипломах бестужевок // Клио. 2013. № 10 (82).  С. 102-103.
- Зиборов В. К. Наследие академика А. А. Шахматова в изучении русского летописания // Материалы Международной научной конференции, посвященной 150-летию со дня рождения академика А. А. Шахматова. М.: Институт лингвистических исследований РАН.. 2014.  С. 121-122.
- Зиборов В. К. «Кадры решают всё!». Блокадные записки сотрудника НКВД. 1942 год / В. К. Зиборов В.К., В. А. Иванов, М. В. Ходяков // Новейшая история России. 2015. № 2 (13).  С. 246-276.
- Зиборов В. К. Монах Григорий - автор Повести временных лет // Академик А. А. Шахматов: жизнь, творчество, научное наследие. Сборник статей к 150-летию со дня рождения ученого / Отв. ред. О. Н. Крылова, М. Н. Приемышева; Российская академия наук ; Институт лингвистических исследований; Санкт-Петербургский институт истории; Санкт-Петербургский филиал архива РАН; Санкт-Петербургский научный центр; Объединённый научный совет по общественным и гуманитарным наукам. СПб., 2015.  С. 272-278.
- Зиборов В. К. Игумен Сильвестр и поп Василий - одно лицо // Древняя Русь: во времени, в личностях, в идеях. 2016. Т. 5. № 5.  С. 133-142.